# Mother Earth (песня)
«Mother Earth» — третий сингл симфоник-метал-группы Within Temptation с их одноименного альбома. Песня заняла место #14 в чарте Germany Singles Top 100. Является одной из трёх самых успешных работ группы вместе с «Ice Queen» и «Stand My Ground». Была использована в качестве музыкальной темы при озвучивании немецкой версии аниме X.

## Видео
«Mother Earth» стал их первым профессионально снятым видеоклипом Within Tempatation. Его режиссёром стал Патрик Уллеус. Основой клипа стала языческая тематика и природы: в нём присутствует множество кадров с изображением озёр, лесов и различных животных. Шарон ден Адель исполняет роль матери-природы. Вначале она показана в женском воплощении, а затем превращается в сову и совершает полет над горами, реками и лесами. Далее она показана в лесу в виде волшебного духа, общающегося с природой.

## Список композиций
CD сингл (издание 2003 года)
1. «Mother Earth»
2. «Mother Earth (Live at Lowlands)»

CD сингл (издание 2003 года)
1. «Mother Earth»
2. «Dark Wings»
3. «Our Farewell»

CD Макси (издание 2003 года, Германия)
1. «Mother Earth (Single Version)»
2. «Jane Doe (Non-Album-Track)»
3. «Ice Queen (Live Acoustic Version)»
4. «Never Ending Story (Live Acoustic Version)»
5. «Mother Earth (Live at Lowlands)»

CD сингл (издание 2002 года)
1. «Mother Earth»
2. «Bittersweet»
3. «Ice Queen»
4. «Mother Earth (Live at 013, Tilburg 2002)»
5. «Our Farewell (Live at 013, Tilburg 2002)»
6. «Mother Earth (Live at Paris, 2002)»

## Чарты
| Чарт (2004)             | #  |
| ----------------------- | -- |
| Germany Singles Top 100 | 14 |
| Dutch Top 40            | 25 |
| Swiss Singles Top 100   | 81 |